# Srpska samostalna stranka
Srpska (narodna) samostalna stranka je srpska nacionalistička politička stranka, koja je osnovana 1881. na području Hrvatske.
Povod za osnivanje stranke bilo je ukidanje Vojne krajine, odnosno njezino inkorporiranje u Hrvatsku, tada u sastavu u ugarskog dijela Austro-Ugarske. Mnogi od hrvatskih Srba su živjeli na tim područjima i bili nezadovoljni gubitkom stanovitih privilegija koje su proizlazile iz dotadašnjeg odvojenog statusa Vojne krajine; to je nezadovoljstvo dobro iskoristila mađarska vlada, pronašavši u Srpskoj samostalnoj stranci saveznika u borbi protiv hrvatskih nastojanja da se razvrgne Hrvatsko-ugarska nagodba iz 1868. godine. Srpska samostalna stranka stoga inzistira ne samo na stvaranju zasebna srpskog identiteta, nego i širi šovinističku propagandu, koja će s vremenom dobiti i odgovor na hrvatskoj strani: 1902. godine izbijaju u Zagrebu antisrpski neredi.
Godine 1903. na čelo stranke dolazi mlađa generacija na čelu sa Svetozarom Pribićevićem, koja se počinje zalagati za približavanje hrvatskim političkim strankama, što će rezultirati stvaranjem Hrvatsko-srpske koalicije 1905. godine.
U suglasju s (tajnom) državnom politike Kraljevine Srbije, radi SSS na rušenju Austro-Ugarske i uspostavi buduće Jugoslavije. Zbog takvih aktivnosti, 1909. godine velika grupa članova SSS biva optužena i osuđena na tzv. Veleizdajničkom procesu u Zagrebu. Svetozar Pribićević u svojoj knjizi iz 1931. godine iznosi: "Treba uvažiti, da su optuženi Srbi zaista vodili antidržavnu propagandu, da su i srcem i dušom, a neki i javnim svojim radom, zaista bili veleizdajnici, da je revolucionarni statut Milana Pribićevića o saveznoj jugoslovenskoj federativnoj republici zaista postojao, da su neki optuženi znali za taj statut i da je on imao da služi kao baza njihove akcije, i da je sve to sa gledišta tadašnjeg krivičnog zakona zaista predstavljalo veleizdaju." Svetozar Pribićević u svojoj knjizi iz 1931. opisuje i kontakte istaknutih članova svoje Samostalne srpske stranke s tajnom službom Kraljevine Srbije; među tim članovima SSS bio je i Rade Malobabić, koji je poslije na preporuku Pribićevića postao profesionalni agent srbijanske tajne službe i organizator Sarajevskog atentata na nadvojvoda Franju Ferdinanda 1914. godine.  